# Club América Coapa
Club América Coapa ist ein ehemaliger mexikanischer Fußballverein aus der Hauptstadt Mexiko-Stadt, der als Farmteam des Club América fungierte.

## Geschichte
Die Reservemannschaft des Club América war nach dem Stadtviertel im Bezirk Tlalpan benannt, in dem der Hauptverein seit 1973 seinen Sitz mit ausgedehnten Trainingsanlagen hat. Das Gelände wird aufgrund des Spitznamens des Vereins (Las Águilas, die Adler) im Volksmund auch als „Nido Águila“, als Adlernest, bezeichnet.
Nachdem ab der Saison 1992/93 in der Tercera División für die Reserveteams der Erstligamannschaften ein separates „Campeonato de Sucursales“ eingeführt wurde, stellte der Club América Coapa die erste Mannschaft, die in der Saison 1996/97 ihren im Vorjahr erzielten Titel erfolgreich verteidigen konnte. Dies gelang erstmals wieder in der Clausura 2004, als erneut eine Nachwuchsmannschaft des Club América, diesmal mit dem Zusatz „C“ (einer Bezeichnung für die dritte Mannschaft des Vereins), ihren Titel verteidigen konnte. Zu jener Zeit spielte América Coapa, als erste Reservemannschaft des Vereins, bereits in der drittklassigen Segunda División.
Nach dem Erwerb der Zweitligalizenz des Club Deportivo Zacatepec zu Beginn des Jahres 2007 und der Umbenennung zum „Socio Águila“ als neuer Reservemannschaft ersten Ranges wurde der in der Segunda División spielende Club América Coapa de facto zur zweiten Reservemannschaft degradiert. In dieser Liga gewann América Coapa die Meisterschaften der Filialteams in der Clausura 2007 (Campeonato de Filiales) und in der Clausura 2009 (Liga de Nuevos Talentos). Unter dieser Bezeichnung spielte die Mannschaft mindestens bis zur Apertura 2013, der Hinrunde der Saison 2013/14.

## Erfolge
- Meister der Segunda División: Clausura 2007 (Campeonato de Filiales), Clausura 2009 (Liga de Nuevos Talentos)
- Meister der Tercera División: 1995/96, 1996/97 (beide im  Campeonato de Sucursales)